# Blastothrix
Blastothrix  (лат.) — род мелких паразитических халцидоидных наездников из семейства Encyrtidae. Около 30 видов (для бывшего СССР указывалось 17 видов; в Палеарктике более 20 видов). Длина 1—3 мм. Мандибулы с одним зубцом. Основной членик усика имеет максимальное расширение в его вершинной половине или в середине. Жгутик усика 6-члениковый. Передние крылья не затемнённые, их передний край без глубокой вырезки. Лапки 5-члениковые. Эндопаразиты ложнощитовок (Homoptera, Coccidae) и кермесов (Kermesidae)
.
- Blastothrix allae Sharkov
- Blastothrix americana
- Blastothrix anthocleistae
- Blastothrix aprica
- Blastothrix brittanica Girault, 1917
- Blastothrix chinensis
- Blastothrix ericeri Sugonjaev
- Blastothrix erythrostetha (Walker, 1847)
- Blastothrix hedqvisti Sugonjaev, 1984
- Blastothrix hungarica Erdös, 1959
- Blastothrix ilicicola Mercet, 1921
- Blastothrix kermivora Ishii, 1928
- Blastothrix klapaleki Hoffer, 1863
- Blastothrix longipennis Howard, 1881
- Blastothrix matesovae Sugonjaev, 1964
- Blastothrix nikolskajae Sugonjaev, 1964
- Blastothrix orientalis
- Blastothrix sericea (Dalman, 1820)
- Blastothrix truncatipennis (Ferrière, 1955)
- Blastothrix tianshanica Sugonjaev
- Blastothrix turanica Sugonjaev
- Другие виды